# Зееберг, Рейнгольд
Рейнгольд Зееберг (нем. Reinhold Seeberg; 24 марта (5 апреля) 1859 — 23 апреля 1935, Аренсхоп, Мекленбург-Передняя Померания) — немецкий теолог.

## Биография
Воспитывался в Ревельской губернской гимназии (август 1870 — июнь 1878). Учился на богословском факультете Дерптского университета (1878—1883). Его учителями были профессора: Г. Энгельгардт, А. Эттинген, а также И. Фольк. Под руководством Фолька он занимался арабским и сирийским языками и написал работу «Учение о смерти и загробной жизни по ветхому завету и апокрифам». В 1881 году был отмечен золотой медалью.
После окончания университетского курса в 1883 году он совершенствовал свои знания за границей — в Берлине, Лейпциге и Эрлангене. Возвратившись в 1884 году, получил в Дерптском университете степень магистра богословия и должность приват-доцента. В 1885 году был назначен на должность штатного доцента и получил место пастора-адъюнкта при университетской церкви. 
В 1889 году был приглашён на должность ординарного профессора в Эрлангенский университет. С 1898 года был ординарным профессором кафедры систематического богословия в Гумбольдтском университете Берлина.
Определял догмат как санкционированное церковью и авторитетное положение вероучения. Также рассматривал историю догмата как ограниченную эпоху, которая для протестантизма закончилась с Формулой Согласия. Видел в догматах выражение веры церкви; находил критический эталон в самих догматах в той мере, насколько они выражали центральную христианскую истину спасения.

## Главные труды
- «Zur Geschichte des Begriffes der Kirche» (Эрланген, 1885);
- «Der Apologet Aristides. Texte und Untersuchungen» (Лейпциг, 1894);
- «Lehrbuch der Dogmengeschichte» (Лейпциг, 1895 и 1898);
- «An der Schwelle des XX. Jahrhunderts, Rückblicke auf das letzte Jahrhundert deutscher Kirchengeschichte» (Лейпциг, 1900);
- «Die Theologie des Johannes Duns Scotus» (Лейпциг, 1900);
- «Nachgelassene Aufgaben der Theologie des XIX. Jahrhunderts» (Берлин, 1900);
- «Grundriss der Dogmengeschichte» (Лейпциг, 1900).